# Liste des titres musicaux numéro un en Autriche en 1999
Cette page liste les titres numéro un dans les meilleures ventes de disques en Autriche pour l'année 1999.

## Classement des singles
| №  | Date         | Artiste            | Titre                           |
| -- | ------------ | ------------------ | ------------------------------- |
| 1  | 1er janvier  | Emilia             | Big Big World                   |
| 2  | 8 janvier    | Emilia             | Big Big World                   |
| 3  | 15 janvier   | Emilia             | Big Big World                   |
| 4  | 22 janvier   | Emilia             | Big Big World                   |
| 5  | 29 janvier   | Liquido            | Narcotic                        |
| 6  | 5 février    | Liquido            | Narcotic                        |
| 7  | 12 février   | Liquido            | Narcotic                        |
| 8  | 19 février   | Liquido            | Narcotic                        |
| 9  | 26 février   | A klana Indiana    | A klana Indiana                 |
| 10 | 5 mars       | A klana Indiana    | A klana Indiana                 |
| 11 | 12 mars      | A klana Indiana    | A klana Indiana                 |
| 12 | 19 mars      | Britney Spears     | ...Baby One More Time           |
| 13 | 26 mars      | Britney Spears     | ...Baby One More Time           |
| 14 | 2 avril      | Britney Spears     | ...Baby One More Time           |
| 15 | 9 avril      | Britney Spears     | ...Baby One More Time           |
| 16 | 16 avril     | Britney Spears     | ...Baby One More Time           |
| 17 | 23 avril     | Britney Spears     | ...Baby One More Time           |
| 18 | 30 avril     | Britney Spears     | ...Baby One More Time           |
| 19 | 7 mai        | Britney Spears     | ...Baby One More Time           |
| 20 | 14 mai       | Backstreet Boys    | I Want It That Way              |
| 21 | 21 mai       | Mr. Oizo           | Flat Beat                       |
| 22 | 28 mai       | Backstreet Boys    | I Want It That Way              |
| 23 | 4 juin       | A klana Indiana    | Uiii, is des bled!              |
| 24 | 11 juin      | A klana Indiana    | Uiii, is des bled!              |
| 25 | 18 juin      | Lou Bega           | Mambo No. 5                     |
| 26 | 25 juin      | Lou Bega           | Mambo No. 5                     |
| 27 | 2 juillet    | Lou Bega           | Mambo No. 5                     |
| 28 | 9 juillet    | Lou Bega           | Mambo No. 5                     |
| 29 | 16 juillet   | Lou Bega           | Mambo No. 5                     |
| 30 | 23 juillet   | Lou Bega           | Mambo No. 5                     |
| 31 | 30 juillet   | Lou Bega           | Mambo No. 5                     |
| 32 | 6 août       | Lou Bega           | Mambo No. 5                     |
| 33 | 13 août      | Lou Bega           | Mambo No. 5                     |
| 34 | 20 août      | Eiffel 65          | Blue (Da Ba Dee)                |
| 35 | 27 août      | Eiffel 65          | Blue (Da Ba Dee)                |
| 36 | 3 septembre  | Eiffel 65          | Blue (Da Ba Dee)                |
| 37 | 10 septembre | Eiffel 65          | Blue (Da Ba Dee)                |
| 38 | 17 septembre | Eiffel 65          | Blue (Da Ba Dee)                |
| 39 | 24 septembre | Eiffel 65          | Blue (Da Ba Dee)                |
| 40 | 1er octobre  | Eiffel 65          | Blue (Da Ba Dee)                |
| 41 | 8 octobre    | Christina Aguilera | Genie in a Bottle               |
| 42 | 15 octobre   | Christina Aguilera | Genie in a Bottle               |
| 43 | 22 octobre   | Christina Aguilera | Genie in a Bottle               |
| 44 | 29 octobre   | Christina Aguilera | Genie in a Bottle               |
| 45 | 5 novembre   | E nomine           | Vater Unser                     |
| 46 | 12 novembre  | E nomine           | Vater Unser                     |
| 47 | 19 novembre  | E nomine           | Vater Unser                     |
| 48 | 26 novembre  | Oli.P              | So bist Du (und wenn du gehst…) |
| 49 | 3 décembre   | Oli.P              | So bist Du (und wenn du gehst…) |
| 50 | 10 décembre  | Oli.P              | So bist Du (und wenn du gehst…) |
| 51 | 17 décembre  | Stefan Raab        | Maschen-Draht-Zaun              |
| 52 | 24 décembre  | Stefan Raab        | Maschen-Draht-Zaun              |
| 53 | 31 décembre  | Stefan Raab        | Maschen-Draht-Zaun              |

## Classement des albums
| №  | Date         | Artiste                | Titre                                        |
| -- | ------------ | ---------------------- | -------------------------------------------- |
| 1  | 1er janvier  | U2                     | The Best of 1980-1990                        |
| 2  | 8 janvier    | U2                     | The Best of 1980-1990                        |
| 3  | 15 janvier   | U2                     | The Best of 1980-1990                        |
| 4  | 22 janvier   | U2                     | The Best of 1980-1990                        |
| 5  | 29 janvier   | U2                     | The Best of 1980-1990                        |
| 6  | 5 février    | Cher                   | Believe                                      |
| 7  | 12 février   | Cher                   | Believe                                      |
| 8  | 19 février   | Cher                   | Believe                                      |
| 9  | 26 février   | Cher                   | Believe                                      |
| 10 | 5 mars       | Falco                  | The Final Curtain – The Ultimate Best Of     |
| 11 | 12 mars      | Falco                  | The Final Curtain – The Ultimate Best Of     |
| 12 | 19 mars      | Falco                  | The Final Curtain – The Ultimate Best Of     |
| 13 | 26 mars      | The Offspring          | Americana                                    |
| 14 | 2 avril      | The Offspring          | Americana                                    |
| 15 | 9 avril      | The Offspring          | Americana                                    |
| 16 | 16 avril     | The Offspring          | Americana                                    |
| 17 | 23 avril     | The Offspring          | Americana                                    |
| 18 | 30 avril     | The Offspring          | Americana                                    |
| 19 | 7 mai        | Die Fantastischen Vier | 4:99                                         |
| 20 | 14 mai       | Die Fantastischen Vier | 4:99                                         |
| 21 | 21 mai       | Die Fantastischen Vier | 4:99                                         |
| 22 | 28 mai       | Backstreet Boys        | Millennium                                   |
| 23 | 4 juin       | Backstreet Boys        | Millennium                                   |
| 24 | 11 juin      | Backstreet Boys        | Millennium                                   |
| 25 | 18 juin      | Albano Carrisi         | Volare                                       |
| 26 | 25 juin      | Albano Carrisi         | Volare                                       |
| 27 | 2 juillet    | Albano Carrisi         | Volare                                       |
| 28 | 9 juillet    | Albano Carrisi         | Volare                                       |
| 29 | 16 juillet   | Albano Carrisi         | Volare                                       |
| 30 | 23 juillet   | Albano Carrisi         | Volare                                       |
| 31 | 30 juillet   | Lou Bega               | A Little Bit Of Mambo                        |
| 32 | 6 août       | Lou Bega               | A Little Bit Of Mambo                        |
| 33 | 13 août      | Lou Bega               | A Little Bit Of Mambo                        |
| 34 | 20 août      | Lou Bega               | A Little Bit Of Mambo                        |
| 35 | 27 août      | Whitney Houston        | My Love Is Your Love                         |
| 36 | 3 septembre  | Whitney Houston        | My Love Is Your Love                         |
| 37 | 10 septembre | Whitney Houston        | My Love Is Your Love                         |
| 38 | 17 septembre | Whitney Houston        | My Love Is Your Love                         |
| 39 | 24 septembre | Whitney Houston        | My Love Is Your Love                         |
| 40 | 1er octobre  | Bande Originale        | Eiskalte Engel                               |
| 41 | 8 octobre    | Sting                  | Brand New Day                                |
| 42 | 15 octobre   | The Bloodhound Gang    | Hooray for Boobies                           |
| 43 | 22 octobre   | The Bloodhound Gang    | Hooray for Boobies                           |
| 44 | 29 octobre   | The Bloodhound Gang    | Hooray for Boobies                           |
| 45 | 5 novembre   | Eric Clapton           | Clapton Chronicles: The Best of Eric Clapton |
| 46 | 12 novembre  | Eric Clapton           | Clapton Chronicles: The Best of Eric Clapton |
| 47 | 19 novembre  | Cher                   | The Greatest Hits                            |
| 48 | 26 novembre  | Céline Dion            | All The Way... A Decade of Song              |
| 49 | 3 décembre   | Céline Dion            | All The Way... A Decade of Song              |
| 50 | 10 décembre  | Céline Dion            | All The Way... A Decade of Song              |
| 51 | 17 décembre  | Céline Dion            | All The Way... A Decade of Song              |
| 52 | 24 décembre  | Céline Dion            | All The Way... A Decade of Song              |
| 53 | 31 décembre  | Céline Dion            | All The Way... A Decade of Song              |